# إد غوبل
إد غوبل (بالإنجليزية: Ed Goebel)‏ هو لاعب كرة قاعدة أمريكي، ولد في 1 سبتمبر 1898 في بروكلين في الولايات المتحدة، وتوفي بنفس المكان في 12 أغسطس 1959.

## وصلات خارجية
- إد غوبل على موقعبيزبول رفرنس.كوم (الدوري الرئيسي) (الإنجليزية)